# 伊達宗翰
伊達 宗翰（だて むねもと）は、伊予吉田藩の第7代藩主。

## 生涯
寛政8年（1796年）6月19日、宇和島藩の第6代藩主・伊達村寿の4男として生まれる。文化13年（1816年）5月22日、吉田藩主・伊達村芳の婿養子に迎えられた。直後の11月6日に村芳が隠居したため家督を継ぎ、12月に従五位下・紀伊守に叙位・任官する。
藩財政再建を目指して文政5年（1822年）に自ら倹約令を出し、下級武士を職人見習いにさせるなどしている。しかし天保3年（1832年）の旱魃、天保の大飢饉などで財政はさらに苦しくなり、領民の救済などに努めざるを得なくなった。また、文武を奨励している。天保14年（1843年）6月24日に家督を養子の宗孝に譲って隠居する。弘化2年（1845年）7月8日、吉田で死去。享年50。